# Les Rockettes (équipe de patinage synchronisé)
Helsinki Rockettes est une équipe de patinage synchronisé finlandaise en catégorie senior originaire de Helsinki, représentant le club de patinage artistique Helsingin Taitoluisteluklubi. Elles est une des équipes les plus performantes du monde avec quatre titres de championnes du monde (2008, 2010, 2011 et 2025) et seize premières places aux championnats finlandais (obtenues entre 1991 et 2024).
Les Rockettes ont obtenu leur première médaille aux championnat du monde en 2001, obtenant une médaille d'argent. Elles obtiennent une seconde médaille d'argent ainsi que deux médailles de bronze avant d'obtenir leur première médaille d'or aux Championnats du monde en 2008. Elles obtiennent leur deuxième médaille d'or en 2010 aux côtés de la deuxième équipe finlandaise, Marigold IceUnity, qui se place alors en deuxième position. Le même schéma se répète l'année suivante dans leur ville à Helsinki alors qu'elles deviennent championnes du monde pour la troisième fois.

## Histoire
L'équipe a été créée en 1984, devenant la première équipe de patinage synchronisé de Finlande. Le nom de l'équipe a été changé en « Rockettes » en 1991, puis en « Helsinki Rockettes » en 2017. La coach de longue date de l'équipe est Kaisa Arrateig qui est une ancienne patineuse de Team Surprise. Elle a commencé à travailler avec l'équipe en 1997.

## Programmes
| Saison          | 2008-2009                | 2009-2010                          | 2010-2011           | 2011-2012                         | 2012-2013            |
| --------------- | ------------------------ | ---------------------------------- | ------------------- | --------------------------------- | -------------------- |
| Programme court | Jalousie                 | Le secret du harem                 | Carnaval du Brésil  | Spectacle de swing au Speakeasy's | Diablesse            |
| Programme Libre | L'histoire de Galadriel  | Attrape-moi si tu peux             | Paradis ou enfer ?  | Déesse du vent                    | Illusion             |
| Saison          | 2013-2014                | 2014-2015                          | 2015-2016           | 2016-2017                         | 2017-2018            |
| Programme court | Aloha Tahiti, Aloha Moho | La Fiesta                          | Pourquoi?           | Miroir Miroir                     | Tigre                |
| Programme Libre | Nous allons vous bercer  | L'histoire d'une star de Bollywood | Voyage vers la Lune | Valkyrie                          | Deux facettes d'elle |
| Saison          | 2018-2019                | 2019-2020                          | 2020-2021           | 2021-2022                         | 2022-2023            |
| Programme court | Symphonie de la Passion  | Alarme                             | Solitude            | Femme fatale                      | Respire              |
| Programme Libre | Ondes radio              | Ange blessé                        | Muses               | "Digital Twin"                    | Requiem              |
| Saison          | 2023-2024                | 2024-2025                          |                     |                                   |                      |
| Programme court | Liberation               | Laponie - Le poème                 |                     |                                   |                      |
| Programme Libre | Incantation              | Smooth Criminal                    |                     |                                   |                      |

## Palmarès

### Palmarès (1999–2009)
| National                                 | National  | National  | National  | National  | National  | National  | National  | National  | National  | National  |
| Compétition                              | 1999-2000 | 2000-2001 | 2001-2002 | 2002-2003 | 2003-2004 | 2004-2005 | 2005-2006 | 2006-2007 | 2007-2008 | 2008-2009 |
| ---------------------------------------- | --------- | --------- | --------- | --------- | --------- | --------- | --------- | --------- | --------- | --------- |
| 1er Championnat Finlandais Qualification |           |           |           |           | 3e        | 3e        | 1re       | 2e        | 1re       | 2e        |
| 1er Championnat Finlandais Qualification |           |           |           |           | [ 3 ]     | [ 4 ]     | [ 5 ]     | [ 6 ]     | [ 7 ]     | [ 8 ]     |
| 2e Championnat Finlandais Qualification  |           |           |           |           |           | 2e        | 2e        | 2e        | 1re       | 3e        |
| 2e Championnat Finlandais Qualification  |           |           |           |           |           | [ 9 ]     | [ 10 ]    | [ 11 ]    | [ 12 ]    | [ 13 ]    |
| Championnat Finlandais                   | 2e        | 1re       | 2e        | 3e        | 2e        | 2e        | 2e        | 3e        | 1re       | 3e        |
| Championnat Finlandais                   | [ 14 ]    | [ 15 ]    | [ 14 ]    | [ 16 ]    | [ 17 ]    | [ 18 ]    | [ 19 ]    | [ 20 ]    | [ 21 ]    | [ 22 ]    |
| International                            |           |           |           |           |           |           |           |           |           |           |
| Compétition                              | 1999-2000 | 2000-2001 | 2001-2002 | 2002-2003 | 2003-2004 | 2004-2005 | 2005-2006 | 2006-2007 | 2007-2008 | 2008-2009 |
| Championnats du Monde                    | 4e        | 2e        | NQ        | NQ        | 3e        | 2e        | 3e        | NQ        | 1re       | NQ        |
| Source                                   |           |           |           |           | [ 23 ]    | [ 24 ]    | [ 25 ]    |           | [ 26 ]    |           |
| Cup of Berlin                            |           |           |           |           |           | 1re       | 1re       |           | 1re       |           |
| Source                                   |           |           |           |           |           | ,         | ,         |           | ,         |           |
| Finlandia Cup                            | 2e        |           | 2e        |           | 2e        |           |           |           | 1re       |           |
| Source                                   | [ 31 ]    |           | [ 32 ]    |           | [ 27 ]    |           |           |           | [ 27 ]    |           |
| French Cup                               | 5ème      |           |           |           |           |           |           | 2e        |           | 2e        |
| Source                                   | [ 33 ]    |           |           |           |           |           |           | [ 27 ]    |           | [ 27 ]    |
| Neuchâtel Trophy                         |           |           |           |           | 3e        |           |           |           |           |           |
| Source                                   |           |           |           |           | ,         |           |           |           |           |           |
| Prague Cup                               |           |           |           |           |           | 2e        |           | 1re       | 1re       |           |
| Source                                   |           |           |           |           |           | [ 35 ]    |           | [ 36 ]    | [ 36 ]    |           |
| Spring Cup                               |           |           | 1re       | 1re       |           |           |           |           |           |           |
| Source                                   |           |           | [ 37 ]    | [ 37 ]    |           |           |           |           |           |           |
| NQ = non qualifié                        |           |           |           |           |           |           |           |           |           |           |

### Palmarès (2009–2019)
| National                                 | National  | National  | National  | National  | National  | National  | National  | National  | National  | National  |
| Compétition                              | 2009-2010 | 2010-2011 | 2011-2012 | 2012-2013 | 2013-2014 | 2014-2015 | 2015-2016 | 2016-2017 | 2017-2018 | 2018-2019 |
| ---------------------------------------- | --------- | --------- | --------- | --------- | --------- | --------- | --------- | --------- | --------- | --------- |
| 1er Championnat Finlandais Qualification | 1re       | 1re       | 3e        | 1re       | 3e        | 2e        |           |           |           |           |
| 1er Championnat Finlandais Qualification | [ 38 ]    | [ 39 ]    | [ 40 ]    | [ 41 ]    | [ 42 ]    | [ 43 ]    |           |           |           |           |
| 2e Championnat Finlandais Qualification  | 2e        | 2e        | 3e        | 3e        | 3e        | 2e        |           |           |           |           |
| 2e Championnat Finlandais Qualification  | [ 44 ]    | [ 45 ]    | [ 46 ]    | [ 47 ]    | [ 48 ]    | [ 49 ]    |           |           |           |           |
| Championnat Finlandais                   | 1re       | 1re       | 1re       | 3e        | 2e        | 2e        | 3e        |           | 2e        | 1re       |
| Championnat Finlandais                   | [ 50 ]    | [ 51 ]    | [ 52 ]    | [ 53 ]    | [ 54 ]    |           |           |           |           |           |
| International                            |           |           |           |           |           |           |           |           |           |           |
| Compétition                              | 2009-2010 | 2010-2011 | 2011-2012 | 2012-2013 | 2013-2014 | 2014-2015 | 2015-2016 | 2016-2017 | 2017-2018 | 2018-2019 |
| Championnats du Monde                    | 1re       | 1re       | 4e        | NQ        | 3e        | 3e        | 2e        | 5e        | NQ        | 3e        |
| Source                                   | [ 55 ]    | [ 56 ]    | ,         |           | [ 59 ]    | [ 60 ]    | [ 60 ]    | [ 60 ]    | [ 60 ]    | [ 60 ]    |
| Winter Universiade                       |           | 1re       |           |           |           |           |           |           |           |           |
| Source                                   |           | [ 61 ]    |           |           |           |           |           |           |           |           |
| Cup of Berlin                            | 1re       | 1re       |           | 2e        |           |           |           |           |           |           |
| Source                                   | ,         | ,         |           | [ 64 ]    |           |           |           |           |           |           |
| Finlandia Cup                            | 2e        |           |           |           |           |           |           |           |           |           |
| Source                                   | [ 27 ]    |           |           |           |           |           |           |           |           |           |
| Finlandia Trophy                         |           |           |           | 2e        | 4e        | 4e        | 1re       |           |           |           |
| Source                                   |           |           |           | [ 65 ]    | [ 66 ]    | [ 67 ]    | [ 68 ]    |           |           |           |
| French Cup                               |           |           |           | 3e        | 2e        | 2e        | 2e        | 2e        | 2e        | 3e        |
| Source                                   |           |           |           | [ 69 ]    | [ 70 ]    | [ 71 ]    | [ 60 ]    | [ 60 ]    | [ 60 ]    | [ 60 ]    |
| London Synchrofest International         |           |           | 3e        |           |           |           |           |           |           |           |
| Source                                   |           |           | [ 72 ]    |           |           |           |           |           |           |           |
| Mozart Cup                               |           |           | 2e        |           | 2e        | 2e        |           |           |           |           |
| Source                                   |           |           | [ 27 ]    |           | [ 73 ]    | [ 74 ]    |           |           |           |           |
| Leon Lurje Trophy                        |           |           |           |           |           |           | 1re       | 1re       |           | 2e        |
| Source                                   |           |           |           |           |           |           |           |           |           |           |
| NQ = non qualifié                        |           |           |           |           |           |           |           |           |           |           |

### Palmarès (2019-2024)
| National                                    | National  | National  | National  | National  | National  | National  | National  | National  | National  | National  |
| Compétition                                 | 2019-2020 | 2020-2021 | 2021-2022 | 2022-2023 | 2023-2024 | 2024-2025 | 2025-2026 | 2026-2027 | 2027-2028 | 2028-2029 |
| ------------------------------------------- | --------- | --------- | --------- | --------- | --------- | --------- | --------- | --------- | --------- | --------- |
| Championnat Finlandais                      | 1re       | 1re       | 1re       | 2e        | 1re       | 2e        |           |           |           |           |
| International                               |           |           |           |           |           |           |           |           |           |           |
| Compétition                                 | 2019-2020 | 2020-2021 | 2021-2022 | 2022-2023 | 2023-2024 | 2024-2025 | 2025-2026 | 2026-2027 | 2027-2028 | 2028-2029 |
| Championnats du Monde                       | Annulé    | Annulé    | 3e        | 2e        | 3e        | 1re       |           |           |           |           |
| French Cup                                  | 1re CS    |           | 1re CS    |           | 1re       |           |           |           |           |           |
| Hevelius Cup                                | 2e        |           |           |           |           |           |           |           |           |           |
| Marie Lundmark Trophy                       |           |           | 1re       |           | 1re CS    |           |           |           |           |           |
| Riga Amber Cup                              |           |           | 1re       |           |           |           |           |           |           |           |
| Leon Lurje Trophy                           |           |           |           | 1re CS    |           |           |           |           |           |           |
| Neuchatel Trophy                            |           |           |           | 1re CS    |           |           |           |           |           |           |
| Budapest Cup                                |           |           |           |           | 3e CS     |           |           |           |           |           |
| Boston Classic                              |           |           |           |           |           | 4e CS     |           |           |           |           |
| Mozart Cup                                  |           |           |           |           |           | 1re CS    |           |           |           |           |
| Shanghai Trophy (en)                        |           |           |           |           |           | 1re CS    |           |           |           |           |
| Source                                      | [ 60 ]    |           | [ 60 ]    | [ 60 ]    | [ 60 ]    | ,         |           |           |           |           |
| NQ = non qualifié \| CS = Challenger Series |           |           |           |           |           |           |           |           |           |           |